# Au service du sabre
Au service du sabre (titre original : The Service of the Sword) est le quatrième recueil de nouvelles de la série Autour d'Honor édité par l'écrivain de science-fiction David Weber. Il est paru aux États-Unis en 2003 puis a été traduit en français et publié par les éditions L'Atalante en 2017.

## Composition du recueil
- Terre promise ((en) Promised Land) par Jane Lindskold
- D'une pierre... ((en) With One Stone) par Timothy Zahn
- Un vaisseau nommé Francis ((en) A Ship Named Francis) par John Ringo en coopération avec Victor Mitchell (en)
- Partons pour Prague ((en) Let's Go To Prague) par John Ringo
- Fanatique ((en) Fanatic) par Eric Flint
- Au service du sabre ((en) The Service Of The Sword) par David Weber